# Forteresses nubiennes

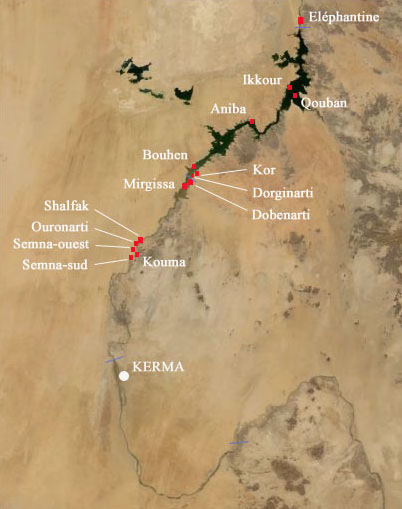
Positions des forteresses nubiennes

Les forteresses nubiennes ont été érigées, pour la plupart, durant le Moyen Empire afin de prévenir les attaques du royaume de Koush. Leur nombre s'élevait à dix-sept mais seules quatorze d'entre elles ont pu être identifiées avec certitude.

## Une tradition militaire
En Égypte, la fortification trouve ses origines dans la défense des villes bordant la vallée du Nil telle que Memphis dont le nom égyptien Ineb-Hedj signifiait « La muraille blanche ». Les plus anciennes villes fortifiées jamais découvertes se trouvent à Kom El Amar et à El Kab.
Après leur unification, les anciens égyptiens ont dû se préserver des attaques menées par les peuples voisins en dotant leurs frontières d’un important réseau de forteresses, frontières que sont le désert Libyque, le désert du Sinaï, la côte méditerranéenne et enfin la frontière séparant la Nubie de l’Égypte. C’est durant le Moyen Empire et plus particulièrement sous la XIIe dynastie qu’un programme intensif de fortification fut mis en œuvre. Celui-ci atteignit son apogée sous Sésostris III. 
On ne dénombre pas moins de quatorze forteresses érigées entre Éléphantine et la troisième cataracte. Abandonnées pendant la Deuxième Période intermédiaire, elles furent réhabilitées sous le Nouvel Empire afin de favoriser les échanges commerciaux avec l’Afrique équatoriale. 
Plus tard ces forteresses allaient inspirer les Syriens et par l’intermédiaire de ceux-ci, les Croisés qui allaient introduire en Europe l’art de la fortification hérité de ce lointain passé.[réf. nécessaire]
La forteresse de Bouhen représente le chef-d’œuvre de l’architecture militaire égyptienne.

### Chronologie des forteresses nubiennes
De nombreuses forteresses datent de l’Ancien Empire mais ont connu leur plein développement au Moyen Empire. Montouhotep II, pharaon de la XIe dynastie rénove la forteresse d’Éléphantine. Amenemhat Ier, pharaon de la XIIe dynastie, consolide la frontière sud au niveau de la première cataracte en érigeant un mur de plus de sept kilomètres. Son successeur, Sésostris Ier, repousse la frontière jusqu’à la deuxième cataracte en érigeant les forteresses de Qouban, Aniba, Mirgissa, Dobenarti, Dorginarti, Kor, Ikkour et de Bouhen. Enfin, Sésostris III assure à ses troupes un contrôle total de la Haute-Nubie avec les forteresses de Semna, de Kouma, de Shalfak et de Ouronarti, fixant ainsi la frontière de l’Empire égyptien au-delà de la deuxième cataracte.

### Une liste de forteresses nubiennes sur un papyrus égyptien
Un papyrus, nommé le ramesseum onomasticon (tirant son nom du lieu de sa découverte, le Ramesséum, temple funéraire de Ramsès II) fut découvert par l’égyptologue Quibell. Ce document contient trois-cent-trois termes classés par matière et représente une sorte de dictionnaire. Parmi ces termes se trouve une liste de toponymes dont dix-sept noms de forteresses. Toutes n’ont pu être identifiées ou situées en Nubie.
Voici quelques noms figurant sur ce papyrus et dont l’attribution est certaine :
- Dȝỉr Styw (Forteresse de Semna sud)
- ḫrp-(ḫˁ-kȝw-Rˁ)m-ḫ (Forteresse de Semna ouest)
- ˁItnw-pḏwt (Forteresse de Semna est, Kouma)
- ḫsf-ỉwntyw (Forteresse d'Ouronarti)
- wˁf-ḫȝstyw (Forteresse de Shalfak)
- ḏȝỉr-mtyw (Forteresse d'Askut ?)
- ˁIḳn (Forteresse de Mirgissa)
- Bwhn (Forteresse de Bouhen)

## Description d'une forteresse nubienne

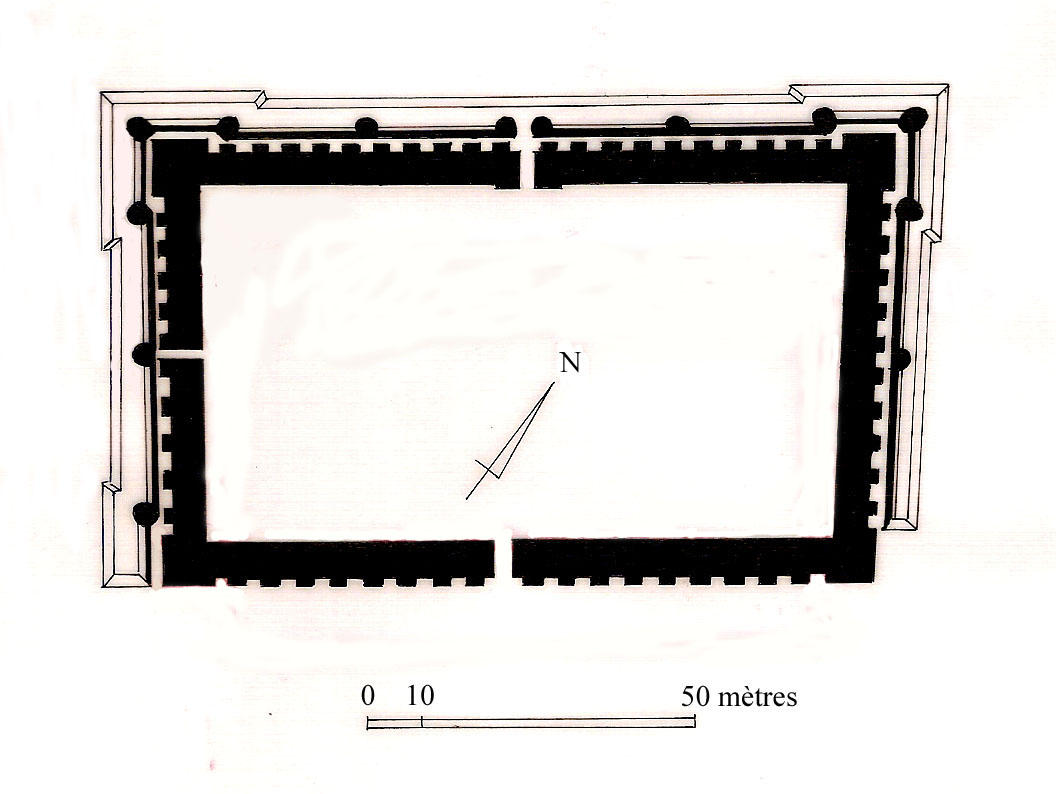
Plan type d'une forteresse nubienne (Aniba)

Ces forteresses avaient en commun de larges fossés, d'imposantes murailles crénelées munies de meurtrières et renforcées par des glacis et des bastions aux angles, quelquefois aussi en façade. Un exemple type en est donné à Aniba. Le plan rectangulaire se retrouve, à quelques exceptions près, dans tous les forts. La première muraille était parfois doublée d'une seconde enceinte comme à Bouhen et Mirgissa.
L'implantation du site, outre les raisons d'exploitation des ressources de cuivre et de diorite, attesté dès l'Ancien Empire, tenait compte de la topologie du terrain et de la configuration du fleuve.  
Tout d'abord les cataractes étaient privilégiées, d'une part pour opposer à l'envahisseur un obstacle évident. Cette barrière naturelle était renforcée par des forts placés sur chaque rive du fleuve ainsi que sur des îlots rocheux. Les murailles devaient alors épouser les irrégularités du terrain. D'autre part, constituant des zones peu propices à la navigation fluviale, les marchands remontant le Nil vers le nord devaient contourner l'obstacle par voie terrestre au niveau de la deuxième cataracte et rejoindre le rocher d'Abousir. Ainsi, la forteresse de Mirgissa, située en amont de la deuxième cataracte, au niveau d'un point de rupture de charge, contrôlait et protégeait un point stratégique ; porte de l'Égypte aux marchandises et aux hommes.
Ensuite, l'implantation des forteresses est attestée le long de la rive occidentale du Nil, face à la rive orientale plus fertile, où s'installent des populations nubiennes et koushites hostiles ; comme la culture Medjaÿ, le groupe-C, et la culture Kerma.

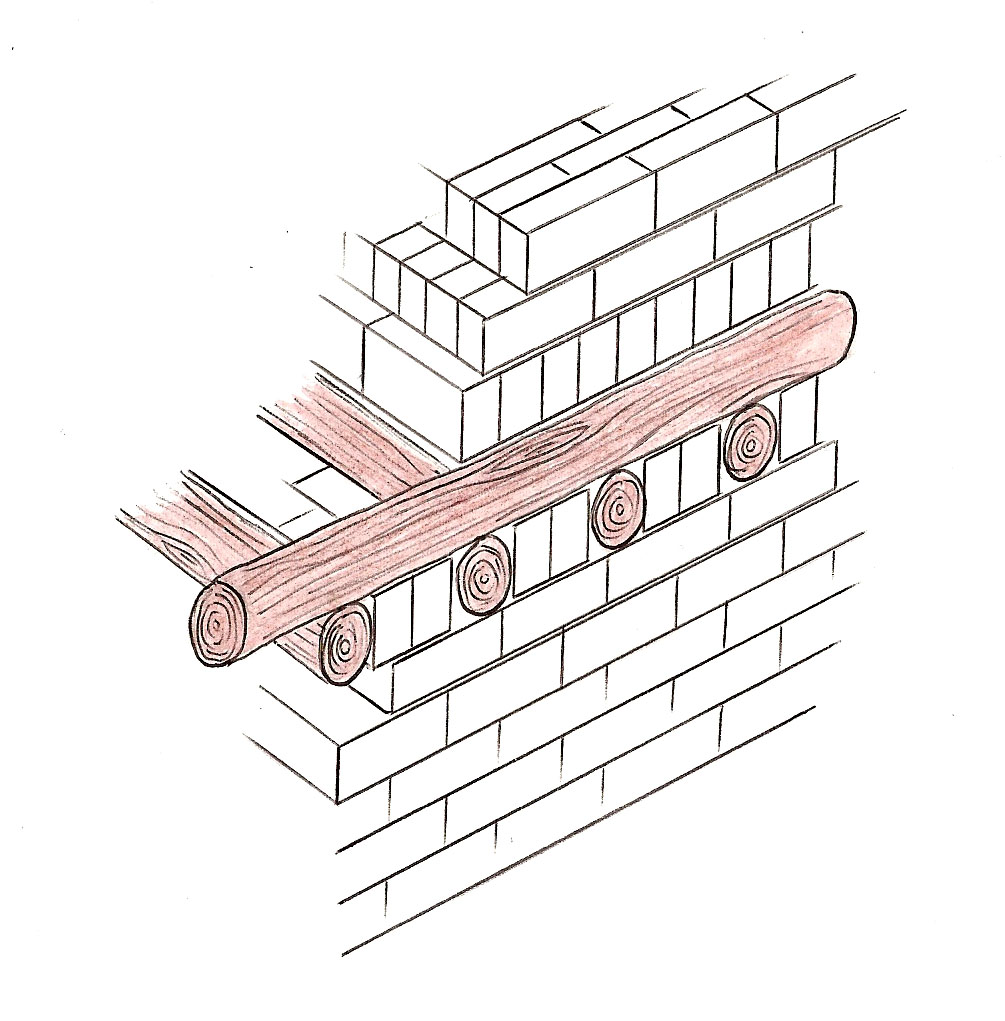
Maçonnerie renforcée d'une forteresse nubienne

Ces forteresses étaient composées de briques de 37 × 18 × 12 cm posées en assises horizontales, liées entre elles par un mortier de terre. L'intérieur du mur était habillé d'une armature de bois afin de renforcer la structure. Les Égyptiens composaient ainsi une maçonnerie armée capable de résister à toutes les tentatives de destruction. L'égyptologue Walter Bryan Emery a estimé à 13 300 000 le nombre de briques nécessaires à l'édification de la forteresse de Bouhen.

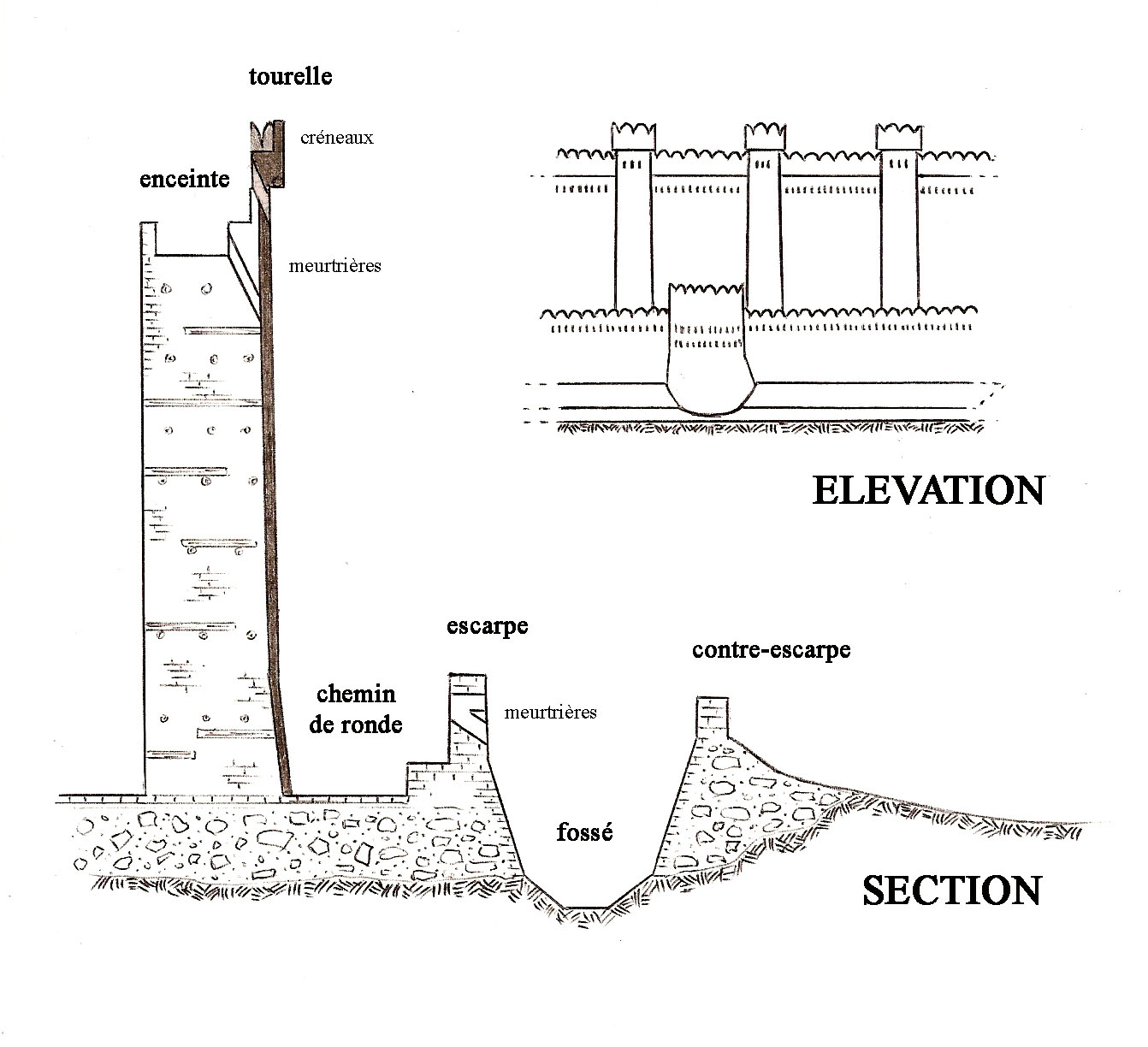
Fortification d'une forteresse nubienne

Avant de tenter d'escalader les imposantes murailles, l'envahisseur devait franchir un premier mur (la contrescarpe), traverser un fossé et faire face aux meurtrières de l'escarpe d'où les archers pouvaient décocher leurs flèches. Et s'ils pouvaient franchir ce deuxième obstacle, ils se retrouvaient à la merci des archers disposés en haut des murailles ou postés sur les tourelles. Et de ces tourelles, ils pouvaient faire tomber de lourdes charges par les mâchicoulis.

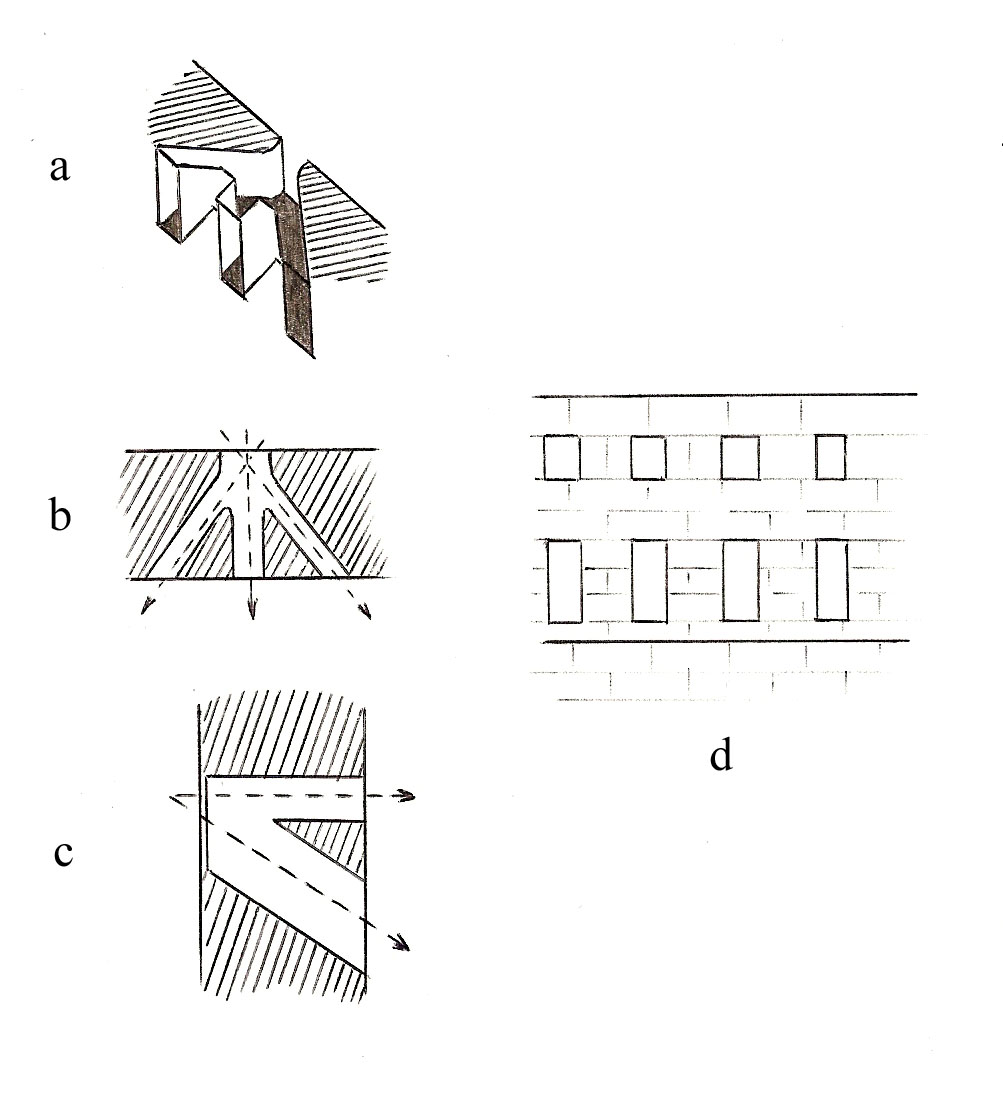
Meurtrière d'une forteresse nubiennea : vue axonométriqueb : planc : sectiond : élévation

À noter que les meurtrières étaient conçues et espacées de telle manière que l'archer égyptien n'avait aucun angle mort. Chaque poste avait trois angles de tirs différents à l'horizontale et deux angles différents à la verticale offrant en totalité six angles de visée.

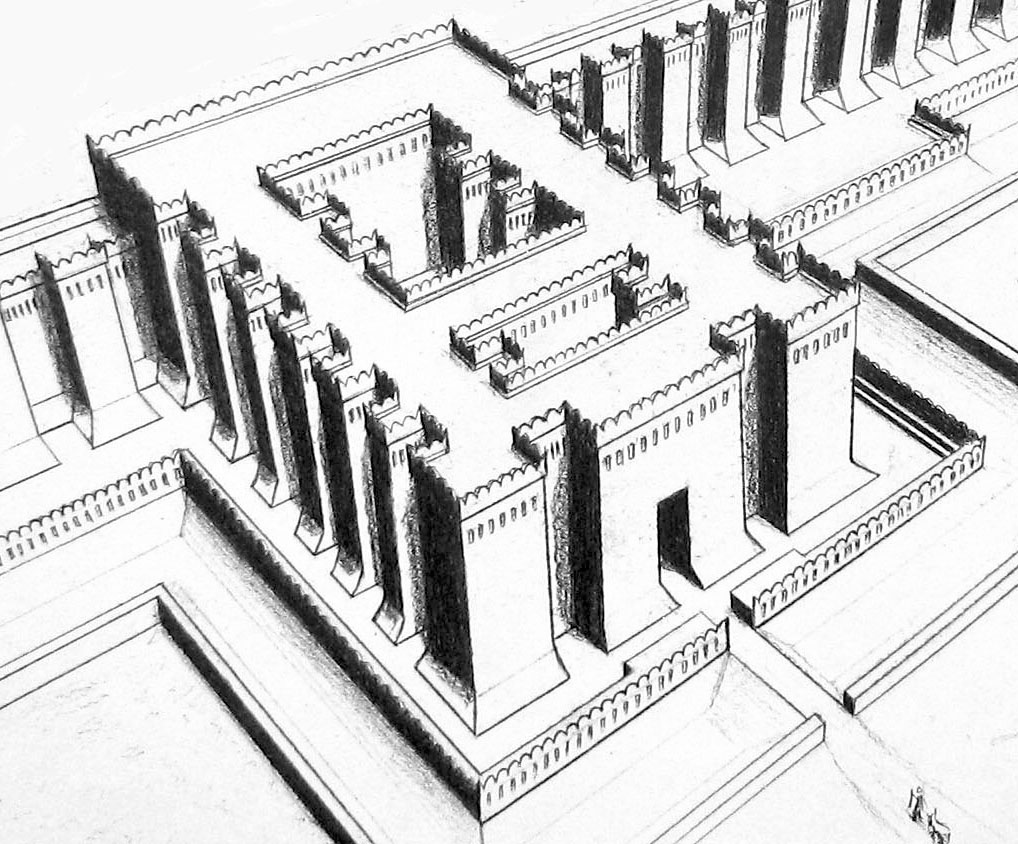
Porte fortifiée d'une forteresse nubienne (Bouhen)

Deux portes fortifiées permettaient d'accéder à l'intérieur du fort. Leur conception ne laissaient aucune chance à une quelconque tentative d'intrusion. 
La ville du fort rassemblait ce qu'il fallait à une petite armée, une caserne, des magasins, des ateliers, une armurerie, les habitations et un temple. L'essentiel de la nourriture était acheminée d'Égypte par voie fluviale. Chaque fort avait une population moyenne de 200 individus mais la forteresse de Bouhen pouvait en compter 1500.

## La campagne de fouilles sous l'égide de l'Unesco
Le lac Nasser et le haut barrage d'Assouan ont, à tout jamais, provoqué la disparition de nombreux sites nubiens. Mais une campagne internationale de sauvetage, sous l'égide de l'Unesco, a permis le sauvetage de nombreux joyaux tels que les temples d'Abou Simbel et Philæ. Malheureusement il fut impossible de déplacer les vestiges des forteresses et seules des campagnes de fouilles ont pu être financées. Les plus aboutis sont les travaux menés par Walter Bryan Emery à Bouhen et par Jean Vercoutter à Mirgissa. Leurs rapports sont d'une valeur inestimable pour qui veut saisir l'importance de ces monuments méconnus, gisant désormais sous les eaux.